# Miguel Agustín Pro Juárez

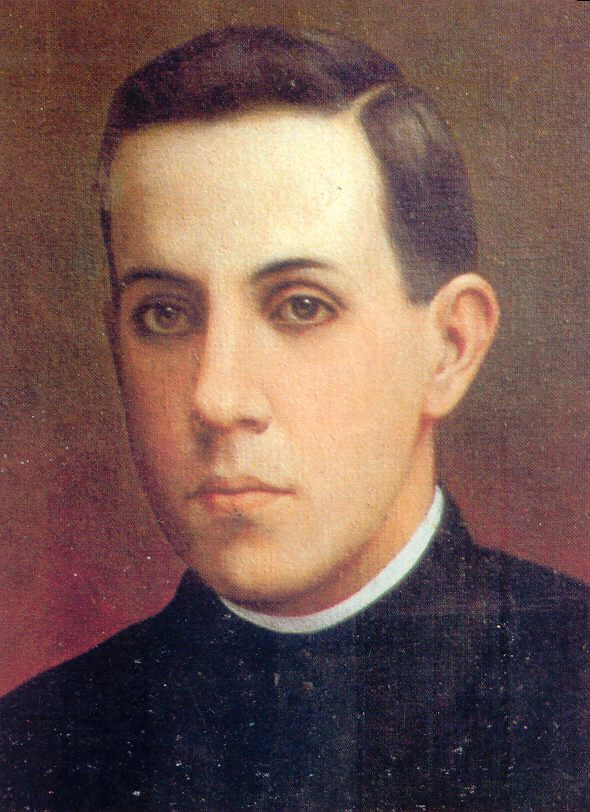
Miguel Agustín Pro Juárez

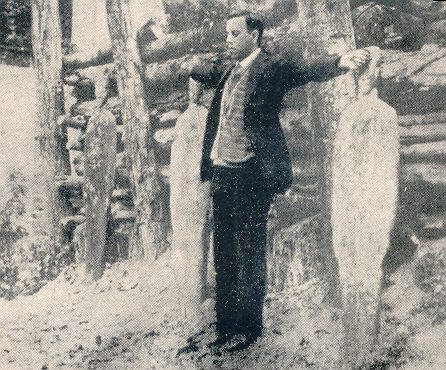
Vlak voor zijn executie in 1927

Miguel Agustín Pro Juárez (Zacatecas, 13 januari 1891 - Mexico-Stad, 23 november 1927) was een Mexicaans priester, rebel en zalige binnen de Rooms-Katholieke Kerk.
Pro volgde zijn opleiding in de Verenigde Staten, Spanje, Nicaragua en België, waar hij in 1925 gewijd werd als jezuïet. Om gezondheidsredenen keerde hij een jaar later terug naar Mexico. Daar was echter net de Cristero-oorlog in volle hevigheid losgebarsten, waarbij katholieke rebellen die zichzelf Cristeros noemden zich verzetten tegen de antiklerikale Mexicaanse regering van Plutarco Elías Calles. De situatie was dusdanig geëscaleerd dat veel priesters, waaronder Pro, besloten missen voortaan in het geheim te houden. Pro sloot zich aan bij een organisatie die de Cristero's van wapens en materieel voorzag.
In november 1927 vond er een mislukte moordaanslag plaats op voormalig president Álvaro Obregón. De auto van waaruit deze aanslag was gepleegd had in het verleden toebehoord aan Pro's broer Humberto. Beide broers werden samen met twee andere verdachten opgepakt en geëxecuteerd. Of Pro schuldig is geweest aan de aanslag is tot op de dag van vandaag onderwerp van discussie. Volgens de Britse schrijver Graham Greene werden er nooit bewijzen tegen pater Pro en zijn broer aangevoerd, en ze kwamen nooit voor de rechter. Alle gevonden bewijzen wezen op medeplichtigheid van de regering.
Bij zijn executie weigerde Pro een blinddoek te dragen. In plaats daarvan nam hij de houding van een kruis aan, en sprak zijn laatste woorden: "¡Viva Cristo Rey!" ("Leve Christus de Koning!"). Calles had de executie fotografisch laten vastleggen, hopend dat dit andere rebellen zou afschrikken. In plaats daarvan werd de foto juist een inspiratiebron voor andere katholieken. De foto werd dusdanig populair, dat Calles hem liet verbieden. In 1988 werd Pro door paus Johannes Paulus II zalig verklaard. Het Mensenrechtencentrum Miguel Agustín Pro Juárez, een Mexicaanse mensenrechtenorganisatie, is naar Pro genoemd.
- Biblioteca Nacional de España: XX1408516
- Bibliothèque nationale de France: cb15056151h (data)
- Gemeinsame Normdatei: 131676865
- International Standard Name Identifier: 0000 0000 8028 7902
- Library of Congress Control Number: n85197294
- Nationale Bibliotheek van Tsjechië: xx0205869
- Nationale bibliotheek van Australië: 50067494
- Nederlandse Thesaurus van Auteursnamen: 090695135
- Système universitaire de documentation: 146194683
- Trove: 1530662
- Virtual International Authority File: 25743289
- WorldCat: E39PBJjCK9HY7hmt3WX9PMj6Kd